# NGC 4656 وNGC 4657
NGC 4656 and NGC 4657 هي مجرة حلزونية مشوهة منحوتة للغاية تقع في كوكبة السلوقيان، وأحيانا تسمى مجرات عصا الهوكي (Hockey Stick Galaxies). المجرة هي عضو في مجموعة NGC 4631. تم اكتشاف متغير أزرق مضيء في «انفجار عظيم» في NGC 4656/57 يوم 21 مارس 2005.

## صور

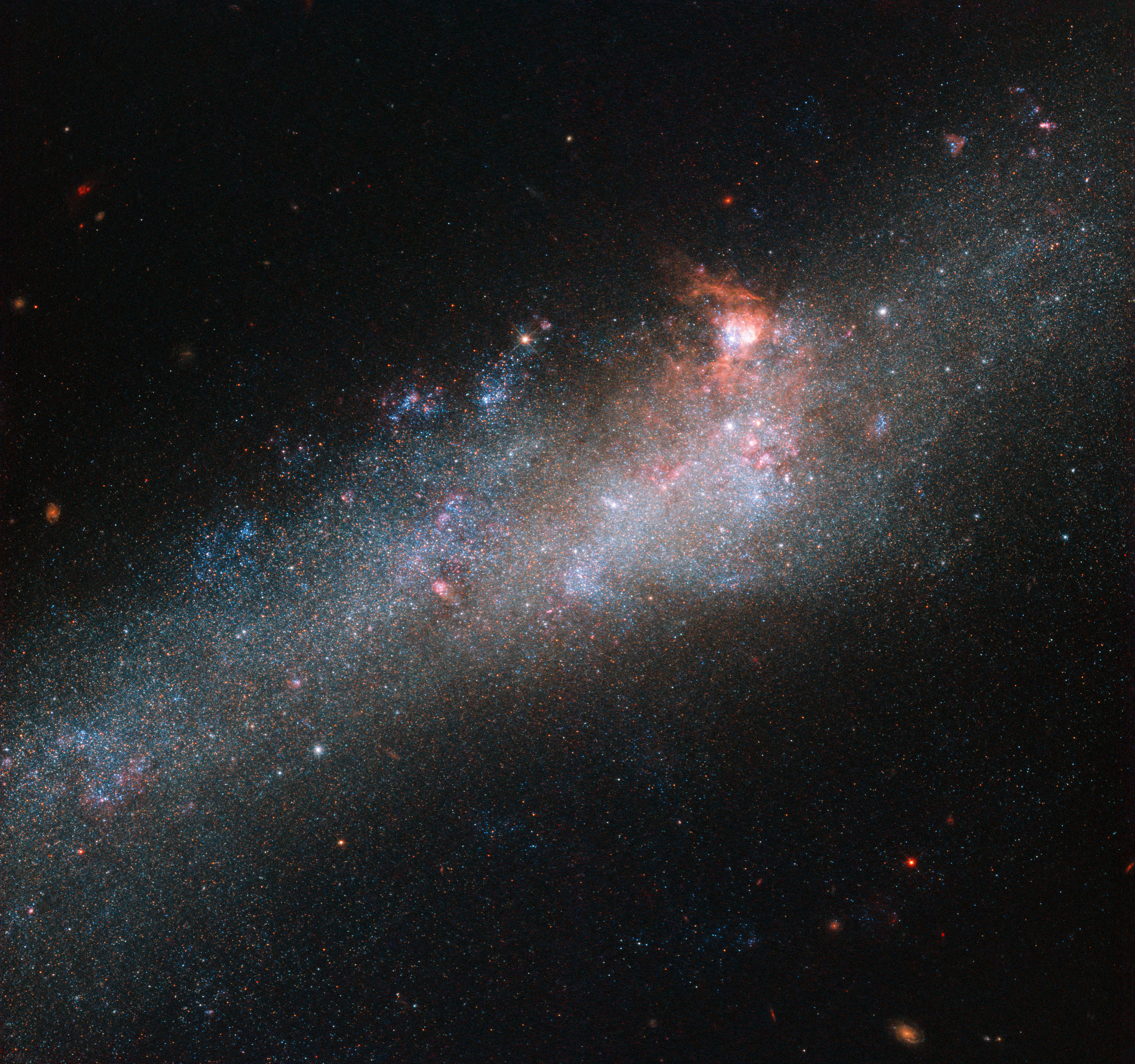
NGC 4656
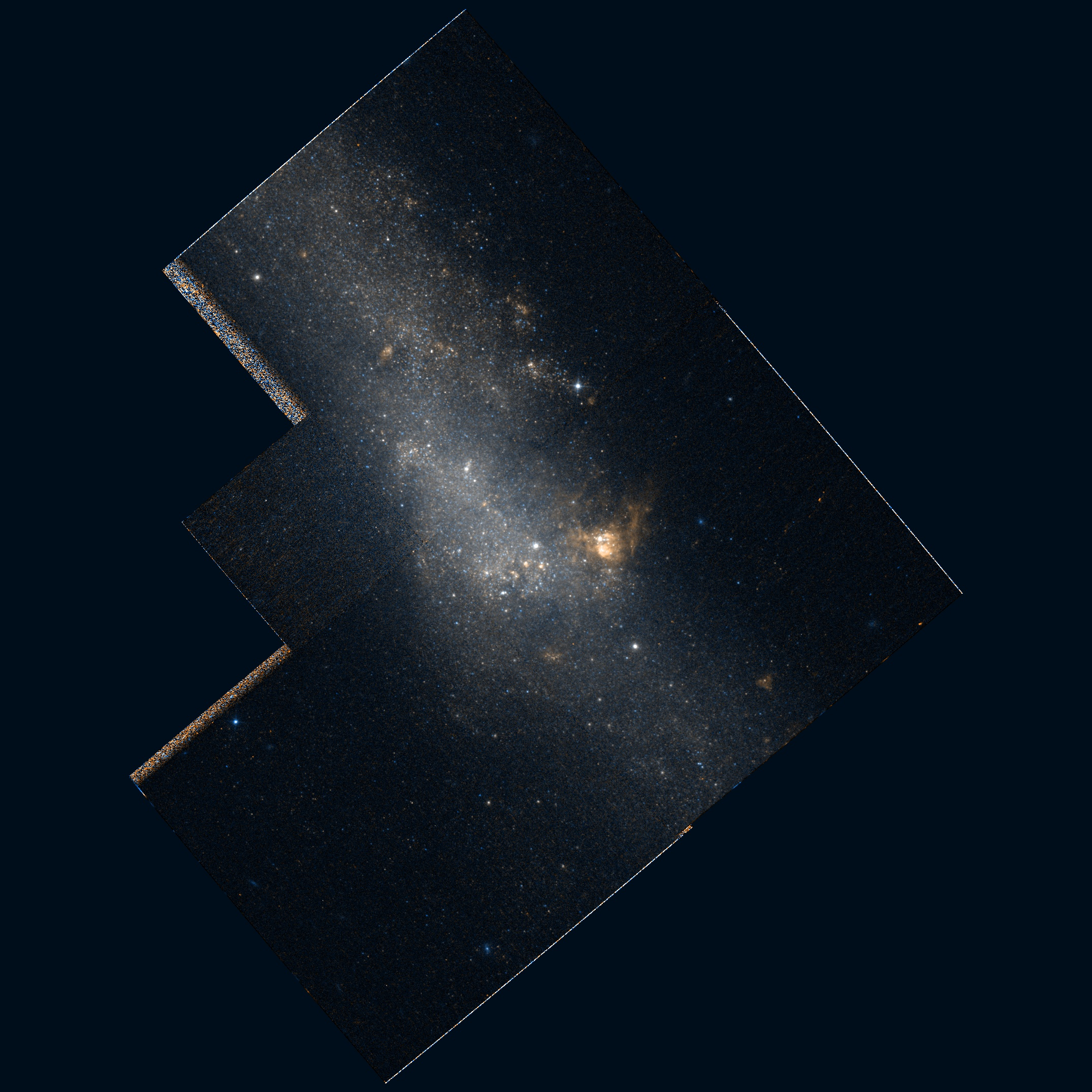
NGC 4656

## وصلات خارجية
- NGC 4656 & NGC 4657 على موقع ويكي سكاي: DSS2, SDSS, GALEX, IRAS, Hydrogen α, X-Ray, Astrophoto, Sky Map, Articles and images